# Mishpacha
Mishpacha (en hebreu: משפחה) (en català: la família) és una revista setmanal jueva ultraortodoxa publicada a Jerusalem (Israel). Va ser fundada el 1987 i el seu nom vol dir "família" en hebreu. Reflecteix les diverses opinions de la població ultraortodoxa d'Israel i la resta del món. També existeix una edició en anglès, l'edició en hebreu i en anglès difereixen en contingut i estil. La revista és propietat d'Eliyahu Paley, juntament amb el suport d'un grup d'inversors en la seva majoria no-ortodoxos.